# Picrew
Picrew — це вебсайт для створення аватарів у стилі аніме та манґи. Сайт був розроблений двома співробітниками з японської компанії TetraChroma Inc  з липня 2017 року  офіційний реліз був у грудні 2018 року .
Концепція та інтерфейс вебсайту мають певну схожість із попередніми сайтами редакторами аватарів, включаючи Nintendo Mii та WeeMee, а також з більш довгою історією ігор із цифровими паперовими ляльками, такими як Kisekae Set System.
Picrew став популярним серед аудиторії за межами Японії, завдяки простоті сайту для створення зображень і можливості для користувачів створювати власні мейкери picrew 
Picrew встановлює деякі обмеження в своїх умовах використання, включаючи заборону про використання зображень у комерційних цілях, створених за допомогою сайту Picrew. Окремі автори контролюють те, як користувачі поважають умови користування мейкером.

## Дивіться також
- Аватар (обчислювальна техніка)
- Mii
- Аватар (Xbox)
- PlayStation Home#Аватар
- WeeMee

1. ↑  Tetra Chroma Inc. tetrachroma.co.jp. Процитовано 6 травня 2020.
2. 1 2 3  株式会社 テトラクローマ. Green Japan. Архів оригіналу за 17 квітня 2021. Процитовано 28 липня 2022. [Архівовано 2021-04-17 у Wayback Machine.]
3. ↑  つくってあそべる画像メーカーPicrew（ピクルー）正式リリースのお知らせ. tetrachroma.co.jp. Процитовано 27 грудня 2018.
4. ↑  Picrew.Me. Know Your Meme. Процитовано 6 травня 2020.
5. ↑  Leishman, Rachel (27 травня 2020). What Is This New Picrew Avatar Trend?. The Mary Sue. Abrams Media. Архів оригіналу за 1 листопада 2020. Процитовано 18 грудня 2020.
6. 1 2  Picrewの遊び方 – Picrewサポート (яп.). Процитовано 11 березня 2021.
7. ↑  Picrew 利用規約 – Picrewサポート (яп.). Процитовано 11 березня 2021.

## зовнішні посилання
- Офіційний сайт